# 2011 في الهند
فيما يلي قوائم الأحداث التي وقعت خلال عام 2011 في الهند.

## أفلام
من الأفلام التي صدرت هذه السنة في الهند:
- 1 يناير – استعداد من إخراج Anees Bazmee [الإنجليزية]‏.
- 1 يناير – الصورة القذرة من إخراج Milan Luthria [الإنجليزية]‏.
- 1 يناير – الموسم من إخراج بانكاج كابور.
- 1 يناير – بودي جارد من إخراج صديق [الإنجليزية]‏.
- 1 يناير – دون 2 من إخراج فرحان أختر.
- 1 يناير – را.وان من إخراج Anubhav Sinha [الإنجليزية]‏.
- 1 يناير – روكستار من إخراج امتياز علي.
- 1 يناير – سينغهام من إخراج روهيت شيتي.
- 1 يناير – شاكتي من إخراج Meher Ramesh [الإنجليزية]‏.
- 1 يناير – شكرا لك من إخراج Anees Bazmee [الإنجليزية]‏.
- 1 يناير – ضد القانون من إخراج Rohan Sippy [الإنجليزية]‏.
- 1 يناير – عروس أخي من إخراج علي عباس ظفر [الإنجليزية]‏.
- 1 يناير – لم يقتل أحد جيسيكا من إخراج راج كومار جوبتا.
- 1 يناير – لوف كا ذي آند
- 1 يناير – ماجهسي فراندشيب كاروجي من إخراج Nupur Asthana [الإنجليزية]‏.
- 31 مارس – أورومي من إخراج سانتوش سيفان [الإنجليزية]‏.
- 6 سبتمبر – فولاذ حقيقي من إخراج شون ليفي.

## برامج ومسلسلات وأنمي
- غيت
- باليكا فادهو

## وفيات

### يناير
- 4 يناير – سلمان تيسير (مواليد 1944) سياسي باكستاني.

### أبريل
- 24 أبريل – ساتيا ساي بابا (مواليد 1926)

### يونيو
- 9 يونيو – مقبول فدا حسين (مواليد 1915) فنان هندي.
- 19 يونيو – هيلموت شنايدر (مواليد 1919) فيزيائي ألماني.

### أغسطس
- 14 أغسطس – شامي كابور (مواليد 1931)

### نوفمبر
- 9 نوفمبر – هار غوبند خورانا (مواليد 1922)